# Guillem de Claramunt
Guillem de Claramunt (?,? - Mallorca, 1230), Cavaller. Fou un noble català pertanyent al llinatge dels Guàrdia i dels Claramunt, Baró de Claramunt, Esparreguera, Les Espases, Tamarit i Cubelles. Era fill de Ramon de Guàrdia i de Saurina de Claramunt.
Durant les guerres pel poder durant la minoria d'edat de Jaume I havia pres partit pels Montcada i els aragonesos, enfrontant-se als Cardona. Sotmès finalment a l'autoritat del rei Jaume I, assistí al banquet que organitzà Pere Martell on hom decidí la conquesta de Mallorca. Abans d'iniciar la campanya feu testament en favor del Monestir de Santes Creus.
Participà en la Croada contra Al-Mayûrqa en la Host de Guillem II de Bearn i Montcada i aconsellà algunes de les accions bèl·liques que dugueren la victòria al camp de les tropes cristianes. Guillem de Claramunt morí per Pasqua de 1230, víctima de la pesta que s'escampà per tota l'illa fruit de la podridura dels cossos dels musulmans morts i no enterrats. Fou enterrat -i encara hi reposa (2014), junt amb la seva esposa Guillema de Cervera- al Monestir de Santes Creus.